# Bundesstraße 25
De Bundesstraße 25 (ook wel B25) is een weg in Duitse deelstaat Beieren.
Ze begint bij de A6 bij Feuchtwangen en loopt verder langs de steden Dinkelsbühl, Nördlingen en verder naar Donauwörth. De B25 is ongeveer 73 kilometer lang.
De B25 begint aan de A6 en loopt  door Feuchtwangen en met een rondweg langs Dinkelsbühl. De B25loopt parallel aan de deelstaatgrens met Baden-Württemberg. Ze weg loopt via een rondweg langs Nördlingen waar ze zowel de B29 kruist als in de afrit Nördlingen de aansluiting kent van de B466. Hierna buigt ze af, en loopt langs Harburg en Donauwörth, waar ze naadloos overgaat in de B2.
B2 · B2a · B2R · B3 · B4 · B4R · B8 · B10 · B11 · B12 · B13 · B13n · B14 · B15 · B15n · B16 · B17 · B18 · B19 · B20 · B21 · B22 · B23 · B25 · B26 · B26a · B27 · B28 · B28a · B29 · B30 · B31 · B31a · B32 · B33 · B33a · B34 · B35 · B36 · B37 · B38 · B38a · B39 · B44 · B45 · B47 · B85 · B89 · B131n · B173 · B276 · B278 · B279 · B285 · B286 · B287 · B289 · B290 · B291 · B292 · B293 · B294 · B295 · B296 · B297 · B298 · B299 · B300 · B301 · B302 · B303 · B304 · B305 · B306 · B307 · B308 · B309 · B310 · B311 · B312 · B313 · B314 · B315 · B316 · B317 · B318 · B319 · B340 · B378 · B388 · B415 · B425 · B426 · B462 · B463 · B464 · B465 · B466 · B467 · B468 · B469 · B470 · B471 · B472 · B491 · B492 · B500 · B505 · B512 · B523 · B532 · B533 · B535 · B588 · B999